# 社会保険審査官及び社会保険審査会法
社会保険審査官及び社会保険審査会法（しゃかいほけんしんさかんおよびしゃかいほけんしんさかいほう、昭和28年8月14日法律第206号）は、日本の社会保険における不服申立ての手続きに関する法律である。
1953年（昭和28年）8月14日に公布された。
社会保険関係に係る不服申立てに対する審査を扱わせる機関として、厚生労働省の職員である社会保険審査官と、厚生労働省内に設置される社会保険審査会の二階建て構造となっている。所管する各法令により、一部の不服申立てについては本法に基づく審査請求を経た後でなければ処分の取消しの訴えは提起できないことになっている。

## 構成
- 第一章 社会保険審査官
  - 第一節 設置（第1条・第2条）
  - 第二節 審査請求の手続（第3条 - 第18条）
- 第二章 社会保険審査会
  - 第一節 設置及び組織（第19条 - 第31条）
  - 第二節 再審査請求及び審査請求の手続（第32条 - 第45条）
- 第三章 罰則（第45条の2 - 第48条）
- 附則